# Boto (Baturetno)
Boto is een bestuurslaag in het regentschap Wonogiri van de provincie Midden-Java, Indonesië. Boto telt 2219 inwoners (volkstelling 2010).